# Chelelektu
Chelelektu est une ville et un woreda du sud de l’Éthiopie située dans la zone Gedeo. Cette ville a 6 912 habitants en 2007. Elle fait partie de la région des nations, nationalités et peuples du Sud jusqu'au transfert de la zone dans la région Éthiopie du Sud en août 2023.
Chelelektu est desservie par des route secondaires environ 60 km au sud de Dila,.
Peuplée de 6 912 habitants au recensement national de 2007, elle est à l'époque la principale agglomération du woreda Kochere.
Ayant obtenu le statut de woreda, elle forme désormais un petit district urbain de moins de 2 km2 de superficie enclavé dans Kochere et bordé à l'ouest par le woreda Gelana de la région Oromia.